# Joanna Taylor
Joanna Taylor (Londra, 24 luglio 1978) è un'attrice ed ex modella britannica.

## Carriera
Ha studiato presso la Guildford School of Acting e nel 1995, dopo aver intrapreso la carriera da modella, Taylor inizia ad avvicinarsi al mondo della cinematografia. Raggiunse successo quando nel 1999 interpretò il ruolo di Geri Hudson nella soap opera Hollyoaks. Successivamente nel 2001 recita nella serie tv della BBC One Merseybeat, per poi prendere parte nel 2004 al film Post Impact - La sfida del giorno dopo, diretto da Dean Cain. Nel 2007, dopo aver preso una lunga pausa di recitazione, ha scritto il film indipendente Back in Business.

## Vita privata
Dal 7 luglio 2004 Joanna Taylor è sposata con il calciatore britannico Danny Murphy. Dopo un aborto spontaneo e due tentativi di concepire figli tramite fecondazione in vitro (la Taylor soffriva infatti di sindrome dell'ovaio policistico ed endometriosi), la coppia ha avuto una figlia, Mya, nata il 15 agosto 2006. Tuttavia in seguito Taylor ha avuto da Murphy il suo secondo figlio, Ethan, nato biologicamente nel 2010.
È alta 1,68 cm.